# Слендермен

Слендермен (који се такође пише Слендерман) је измишљени натприродни лик који је настао као језиви интернет мим који је креирао корисник форума Something Awful Ерик Кнудсен (такође познат као „Victor Surge“) 2009. Приказан је као мршав, неприродно висок хуманоид са главом и лицем без лица, у црном оделу.
Приче о Слендермену обично га приказују како уходи, отима или трауматизира људе, посебно децу. Слендермен је постао икона поп културе, иако није ограничен само на једну нарацију, већ се појављује у многим различитим делима фикције, која се обично компонују онлајн. Фикција која се односи на Слендермена обухвата многе медије, укључујући књижевност, уметност и видео серије као што су Marble Hornets (2009–2014), у којима је познат као Оператер. Лик се појавио у видео игрици Slender: The Eight Pages (2012) и њеном наследнику Slender: The Arrival (2013), као и да је инспирисао Ендермена у Мајнкрафту. Такође се појавио у филмској адаптацији Marble Hornets из 2015. године, где га је тумачио Даг Џонс, и у истоименом филму из 2018. године, где га је тумачио Хавијер Ботет.
Почевши од 2014. године, настала је морална паника око Слендермена након што су читаоци његове фикције били повезани са неколико насилних радњи, посебно са скоро фаталним убодом 12-годишње девојчице у Вокиши, Висконсин. Убод је инспирисао документарац Чувај се Слендермена, који је објављен 2016.

## Историја

### Порекло
Слендермен је креиран 10. јуна 2009. на Интернет форуму Something Awful. Тема је била такмичење у фотошопу у којем су корисници били изазвани да „створе паранормалне слике“. Форумски постер Ерик Кнудсен, под псеудонимом „Victor Surge“, је дао две црно-беле слике група деце на којима је додао високу, мршаву, спектралну фигуру у црном оделу. Иако су се претходни уноси састојали само од фотографија, Surge је допунио свој поднесак исечцима текста — наводно од сведока — који описује отмице група деце и дајући том лику име „Слендермен“:
Цитат испод прве фотографије је гласио:
Нисмо хтели да идемо, нисмо хтели да их убијемо, али нас је његова упорна тишина и раширене руке ужаснуле и утешиле у исто време...— 1983, непознат фотограф, претпоставља се да је мртав.
Цитат испод друге фотографије је гласио:
Једна од две пронађене фотографије из пожара библиотеке Стерлинг Сити. Значајан по томе што је одведен на дан када је четрнаесторо деце нестало и по ономе што се назива "Слендермен". Деформитети које званичници наводе као недостатке филма. Недељу дана касније избио је пожар у библиотеци. Права фотографија заплењена као доказ.— 1986, фотограф: Мери Томас, нестао од 13.06.1986.
Ови додаци су ефектно трансформисали фотографије у дело фикције. Каснији постери су проширили лик, додајући сопствене визуелне или текстуалне доприносе.
Кнудсена су за стварање Слендермена инспирисали првенствено „Та подмукла звер“ Зака Парсонса, „Магла“ Стивена Кинга, извештаји људи из сенке, Мотмена и Mad Gasser of Mattoon. Остале инспирације за лик су били Високи човек из филма Фантазам из 1979.  Хауард Филипс Лавкрафт, надреалистичко дело Вилијама С. Бароуза и видео игрице хорор преживљавања Silent Hill и Resident Evil. Кнудсенова намера је била „да формулише нешто чија се мотивација једва може разумети и [што је изазвало] нелагодност и терор у општој популацији“. Остала већ постојећа измишљена или легендарна створења која су слична Слендермену су: Господин, бледи, ћелави демони у црном оделу из епизоде "Утиша" Бафи, убица вампира ; људи у црном, о којима им многи говоре дају необичан изглед са неприродним ходом и "оријенталним" цртама; и Питање, суперхерој из DC стрипова са празним лицем, чији је тајни идентитет „Victor Sage“, име слично Кнудсеновом алијасу „Victor Surge“.
У својој књизи Фолклоре, хорор приче и Слендермен: развој интернет митологије, професорка Шира Шас са Универзитета Џорџија повезала је Слендермена са древним фолклором о вилама. Попут виле, Слендермен је онострани, са мотивима које је често тешко докучити; као виле, његов изглед је нејасан и често се мења како би одразио оно што гледалац жели или се плаши да види, а, као виле, Слендермен живи у шумама и дивљим местима и киднапује децу.

### Рани развој
Слендермен је убрзо постао виралан, изнедривши бројна дела фанарта, косплеја и онлајн фикције познате као „Creepypasta“ — хорор приче испричане у кратким деловима текста који се лако копира и који се шири са сајта на сајт. Разведен од свог првобитног творца, Слендермен је постао предмет безброј прича више аутора унутар свеобухватног мита.
Многи аспекти митова о Слендермену први пут су се појавили у оригиналној теми Something Awful. Један од најранијих додатака је додао корисник форума по имену "Thoreau-Up", који је створио фолклорну причу смештену у Немачку из 16. века у којој је укључен лик по имену Дер Гросман, за који се претпостављало да је рана референца на Слендермена. ‍:36Прва видео серија која укључује Слендермена настала је из објаве на теми Something Awful корисника "ce gars". Прича о пријатељу из измишљене филмске школе по имену Алекс Крали, који је наишао на нешто забрињавајуће док је снимао свој први дугометражни пројекат, Marble Hornets. Видео серијал, објављен у стилу пронађених снимака на Јутјубу, чини игру алтернативне стварности која описује измишљена искуства сниматеља са Слендерменом. ARG такође укључује Твитер фид и алтернативни Јутјуб канал који је креирао корисник по имену "totheark". Од 2013. године, Marble Hornets је имао преко 250.000 претплатника широм света и примио 55 милион прегледа. Уследили су и друге Јутјуб серије на тему Слендермен, укључујући EverymanHYBRID и TribeTwelve.
Године 2012, Слендермен је адаптиран у видео игрицу под називом Slender: The Eight Pages ; током првог месеца од објављивања, игра је преузета преко 2 милиона пута. Уследило је неколико популарних варијанти игре, укључујући Slenderman's Shadow и Slender Man за IOS, која је постала друга најпопуларнија апликација за преузимање. Наставак Slender: The Eight Pages, Slender: The Arrival, објављен је 2013. Неколико независних филмова о Слендермену је објављено или су у развоју, укључујући Entity и The Slender Man, који су пуштени бесплатно на интернету након Kickstarter кампање од 10.000 долара. Године 2013. најављено је да ће Marble Hornets постати играни филм.

### Опис
Пошто је измишљена „митологија” Слендермена еволуирала без званичног „канона” за референцу, његов изглед, мотиви, навике и способности нису фиксни, већ се мењају у зависности од приповедача. Најчешће се описује као веома висок и мршав са неприродно дугим рукама налик пипцима (или само пипцима), које може да пружи да би застрашио или ухватио плен. У већини прича, његово лице је бело и без црта, али повремено његово лице изгледа другачије свакоме ко га види. Изгледа да носи тамно одело и кравату. Слендермен је често повезан са шумом и/или напуштеним локацијама и има способност телепортације. Често се каже да близина Слендермена изазива „Слендерменову болест“; брзи почетак параноје, ноћних мора и заблуда праћених крварењем из носа.
Ране приче су га показивале да је циљао на децу или младе одрасле особе. Неки су представљали младе одрасле који су полудели или су деловали у његово име, док други нису, а трећи тврде да ће му истрага о Слендермену привући пажњу. Веб серија Marble Hornets успоставила је идеју о проксијима (људи који потпадају под утицај Слендермена) иако су у почетку били једноставно насилно луди, а не марионете Слендермена. Marble Hornets су такође представили идеју да Слендермен може да омета видео и аудио снимке, као и „Симбол Слендермен“, ⦻, који је постао уобичајен троп Слендер фикције. Графичко насиље и хорор тела су неуобичајени у митовима о Слендермену, са многим наративима који одлучују да оставе нејасну судбину његових жртава. Шира Чес напомиње да је „Важно напоменути да мало препричавања тачно идентификује какво би чудовиште Слендермен могао бити, и које су његове специфичне намере – све ове тачке остају мистериозно и корисно нејасне“.

### Разлози популарности
Медијски научник и фолклориста Ендрју Пек приписује успех Слендермена његовој високо сарадничкој природи. Пошто су лик и његови мотиви обавијени велом мистерије, корисници могу лако да прилагоде постојеће тропе и слике Слендермена да креирају нове приче. Ова способност корисника да искористе идеје других, а истовремено дају своје, помогла је да инспирише културу сарадње која је настала око Слендермена. Уместо да привилегује изборе одређених стваралаца као канонске, ова култура сарадње неформално лоцира власништво над створењем широм заједнице. У овим аспектима, Слендермен је сличан причама са логорске ватре или урбаним легендама, а успех лика долази од омогућавања друштвене интеракције и личних чинова креативног изражавања.
Иако скоро сви корисници разумеју да Слендермен није стваран, они обустављају ту неверицу како би постали више заокупљени причањем или слушањем прича. Ово додаје осећај аутентичности легендама Слендермена и замагљује границе између легенде и стварности, задржавајући створење као објекат дијалектике легенде. Ова двосмисленост је довела до неке забуне око порекла и сврхе лика. Само пет месеци након његовог стварања, емисија Џорџа Нурија Coast to Coast AM, радио емисија посвећена паранормалним и теоријама завере, почела је да прима позиве који су се питали за Слендермена. Две године касније, чланак у Minneapolis Star Tribune описао је његово порекло као „тешко за утврдити“. Ерик Кнудсен је прокоментарисао да многи људи, упркос разумевању да је Слендермен настао на форумима Something Awful, и даље размишљају о могућности да би он могао бити стваран. 
Шира Чес описује Слендермен као метафору за „беспомоћност, разлике у моћи и анонимне силе“. Пек види паралеле између Слендермена и уобичајених забринутости око дигиталног доба, као што су осећај сталне повезаности и непознато посматрање треће стране. Слично, Тај Ван Хорн, писац за The Elm, сугерисао је да Слендермен представља савремени страх од непознатог; у добу преплављеном информацијама, људи су постали толико ненавикли на незнање да се сада плаше онога што не могу да разумеју. Трој Вагнер, творац филма Marble Hornets, приписује ужас Слендермена његовој савитљивости; људи га могу обликовати у оно што их највише плаши. Тина Мари Бојер је напоменула да је "Слендермен недовољно чудовиште, али културне границе које чува нису јасне. Жртве не знају када су их прекршиле или прешле."

### Убод у Вокиши
Дана 31. маја 2014, две дванаестогодишње девојчице у Вокиши, Висконсин, држале су и изболе 12-годишњу другарицу из разреда 19 пута. Када су их власти касније испитале, наводно су тврдили да желе да почине убиство као први корак да постану пуномоћници Слендермена, пошто су о томе прочитали на интернету. Навели су и да се плаше да ће Слендермен побити њихове породице ако не почине убиство. Након што су починиоци напустили лице места, жртва је испузала из шуме на коловоз. Бициклиста у пролазу алармирао је власти, а жртва је преживела напад. За обе девојчице су дијагностиковане менталне болести, али су такође оптужени као одрасли и свакој прети казна до 65 година затвора. Једна од девојака је наводно рекла да је Слендермен посматра, може да чита мисли и да може да се телепортује.
Стручњаци су на суду сведочили да је такође рекла да је разговарала са лордом Волдемортом и једном од Нинџа корњача. 1. августа 2014. проглашена је неспособном за суђење и њено кривично гоњење је обустављено док се њено стање не побољша. 12. новембра 2014. године, лекар је оценио да се њено стање довољно побољшало да јој се суди, и 19. децембра 2014. судија је пресудио да су обе девојке способне да им се суди. У августу 2015. године, председавајући судија је донео одлуку да ће девојчицама бити суђено као одраслим особама. Суђено им је одвојено. Дана 21. августа 2017, једна од девојака, сада 15 година, признала је кривицу да је учествовала у покушају убиства другог степена, али је тврдила да није одговорна за своје поступке на основу лудила. Иако су тужиоци тврдили да је знала да је оно што ради погрешно, порота је утврдила да је током напада била психички болесна. Провешће најмање три године у душевној болници. Дана 21. децембра, судија округа Вокиша, Мајкл Борен, осудио је Вајер, тада стару 16 година, на хоспитализацију у трајању од 25 година од датума злочина, што ће је задржати у болници до 37. године.
У изјави за медије 4. јуна 2014, Ерик Кнудсен је рекао: „Дубоко сам ожалошћен трагедијом у Висконсину и моје срце је за породице оних који су погођени овим ужасним чином“. Он је рекао да неће давати интервјуе о том питању.
Дана 25. септембра 2017, објављено је да је Морган Гејзер, тада 15-годишња, пристала да призна кривицу за покушај убиства првог степена у договору који би јој омогућио да избегне затворску казну. Асошиејтед прес је 1. фебруара 2018. известио да је Гејзер осуђен на 40 година у менталној болници у Висконсину, што је максимална дозвољена казна.

### Морална паника и други инциденти
Убод ножем у Вокиши изазвао је моралну панику широм земље због Слендермена широм Сједињених Држава. Родитељи широм нације постали су забринути због потенцијалних опасности које би приче о Слендермену могле представљати за безбедност њихове деце. Расел Џек, шеф полиције Вокише, упозорио је да би убод Слендермена „требало да буде позив за буђење за све родитеље“ да је „интернет пун мрачних и злих ствари“ – упозорење које су објавили бројни медији.
Након што је чула причу, неидентификована жена из Синсинатија, Охајо, рекла је новинару ВЛВТ ТВ-а у јуну 2014. да ју је њена 13-годишња ћерка напала ножем и да је написала сабласну фикцију, од којих неке укључују Слендермена, за које је мајка рекла да је мотивисан напад.
Дана 4. септембра 2014. године, 14-годишња девојчица у Порт Ричију на Флориди, наводно је запалила кућу своје породице док су њена мајка и деветогодишњи брат били унутра. Полиција је известила да је тинејџер читао онлајн приче о Слендермену као и мангу Soul Eater Atsushi Ōkubo. Еди Данијелс из канцеларије шерифа округа Паско рекао је да је девојка „посетила веб локацију која садржи много информација и прича о Слендермену [. . . ] Могло би се са сигурношћу рећи да постоји веза са тим.“
Током ране 2015. године епидемије покушаја самоубиства младих људи старости од 12 до 24 године у индијанском резервату Пајн Риџ, Слендермен је наведен као утицај; председник племена Оглала Сијукса приметио је да многи Индијанци традиционално верују у „дух самоубице“ сличан Слендермену. Други Сијукси описују „Великог човека“ као гласника или знак, упозоравајући да се друштво развија у опасном правцу. 
Документарни филм о инциденту под називом Чувајте се Слендермена, у режији Ирен Тејлор Бродски, објавио је HBO Films у марту 2016. године, а емитован је на HBO FilmsHBO 23. јануара 2017.

### После убода у Вокиши
Убод ножем у Вокиши и негативна медијска пажња коју је изазвала неповратно су изменили легенду Слендермена и онлајн заједницу која је окружује. Оно што је за већину људи раније било само језиви хорор мим, изненада је стекло нови ниво стварности који је већини обожаватеља Слендермена био ужасан. У међувремену, отприлике у исто време, лик Слендермена је изгубио велики део своје првобитне популарности. Већина оригиналних блогова који су некада били посвећени Слендермену или су се потпуно угасили или су постали мање популарни. Присуство Слендермена у мејнстрим популарној култури такође је допринело опадању у томе колико је многима изгледао застрашујуће.
Крајем 2010-их такође је дошло до пораста добронамерних портрета Слендермена, са многим његовим приказима из овог периода који га приказују као антихероја који штити децу жртве од насилника, иако често насилним средствима. У неким приказима Слендермен из касних 2010-их, он има ћерку по имену Мршава Сели, која је приказана као млада девојка прекривена посекотинама и модрицама. Слендермен се понекад приказује како заштитнички носи Мршаву Сали на раменима. Лин МекНејл, помоћница професора фолклора на Државном универзитету Јута, примећује да је повећање доброћудних приказа Слендермена почело убрзо након убода ножем у Вокиши и наводи да би овај тренд ка доброћудном Слендермену могао бити реакција обожавалаца овог лика на убод ножем.
Упркос паду интересовања јавности за Слендермена, комерцијалне адаптације лика су се наставиле. Године 2015., филмска адаптација Marble Hornets, под називом Always Watching: A Marble Hornets Story, објављена је на Video on demand, где је лик тумачио Даг Џонс. У 2016, подружница компаније Sony Pictures Screen Gems удружила се са компанијом Mythology Entertainment како би у биоскопе довела филм о Слендермена, са насловним ликом којег је тумачио Хавијер Ботет.
Филм је изазвао знатну контроверзу убрзо након што је објављен, а многи су оптуживали филмске ствараоце да покушавају да искористе убоде ножем у Вокиши. Билл Вајер, отац Анисе Вајер, изјавио је: „Апсурдно је да желе да сниме овакав филм... Све што радимо је да продужимо бол кроз који су све три ове породице прошле.“ Прогресивна заговарачка група Care2 направила је онлајн петицију, која је добила преко 19.000 потписа, захтевајући да филм не буде пуштен у продају, означивши филм као „најгоре комерцијализма” и „голо хватање новца изграђено на експлоатацији дубоко трауматичног догађаја и људи који су то живели“. Представници Сонија су инсистирали да је филм заснован на измишљеном лику који је постао популаран на интернету, а не на убоду ножем у Вокиши.
По изласку у августу 2018. године, филм Слендермен, упркос томе што је проглашен бомбом на благајнама и добио је мало маркетиншких и изузетно негативних критика од критичара, је неколико пута зарадио буџет од 10 милиона долара широм света. Дејвид Ерлих из IndieWire дао је филму оцену Д, написавши „неукусну и нејестиво недовољно кувану порцију најзахтевније интернетске creepypasta-е, Слендермен тежи да за Јутјуб еру буде оно што је Круг био до последњег издаха ВХС генерације. Али... постоји једна фундаментална разлика која разликује ова два филма: Круг је добар, а Слендермен је ужасан.“ Пишући за The Verge, Карли Велоси је филм Слендермен назвао "ексером у ковчег фандома који умире".

## Фолклорни квалитети
Неколико научника је тврдило да, упркос томе што је измишљено дело са препознатљивом тачком порекла, Слендермен представља облик дигиталног фолклора. Шира Чес тврди да Слендермен илуструје сличности између традиционалног фолклора и етоса Интернета отвореног кода, и да, за разлику од традиционалних чудовишта као што су вампири и вукодлаци, чињеница да се митови Слендермена могу пратити и означити нуди моћан увид у то како се мит и фолклор формирају. Чес идентификује три аспекта мита о Слендермену који га везују за фолклор: колективност (што значи да га ствара колектив, а не појединац), варијабилност (што значи да се прича мења у зависности од приповедача) и перформанс (што значи да се наратив приповедача мења како би одражавао одговор публике).
Ендрју Пек такође сматра да је Слендермен аутентични облик фолклора и примећује његову сличност са појавним облицима извођења легенди ван мреже. Пек сугерише да дигитално фолклорно извођење проширује динамику перформанса лицем у лице на неколико значајних начина, као што је асинхроно, подстичући имитацију и персонализацију, истовремено омогућавајући савршену репликацију, комбинујући елементе усмене, писане и визуелне комуникације и генерисање заједничка очекивања за перформансе која остварују групни идентитет упркос недостатку физички присутне групе. Он закључује да Слендермен представља циклус дигиталне легенде који комбинује генеричке конвенције и појавне квалитете усменог и визуелног извођења са колаборативним потенцијалом умрежене комуникације.
Џеф Толберт такође прихвата Слендермена као фолклор и сугерише да он представља процес који он назива „обрнута остенција“. Остензија је у фолклористици процес извођења народног наратива. Према Толберту, Слендермен ради супротно стварајући скуп наратива сличних фолклору тамо где их раније није било. То је иконична фигура настала колективним напорима и намерно моделирана према постојећем и познатом фолклорном жанру. Према Толберту, ово представља два процеса у једном: укључује стварање нових објеката и нових неповезаних примера искуства, и укључује комбинацију ових елемената у тело „традиционалних“ наратива, по узору на постојећи фолклор (али не у потпуности). дужан било којој специфичној традицији).
Професор Томас Петит са Универзитета Јужне Данске описао је Слендермена као пример затварања „Гутенбергове заграде“ у модерном добу; временски период од проналаска штампарске машине до ширења мреже у којој су приче и информације кодификоване у дискретним медијима, до повратка старијим, исконским облицима приповедања, илустрованим усменом традицијом и причама око логорске ватре, у којима иста прича се може препричати, реинтерпретирати и преиначити од стране различитих приповедача, омогућавајући да се предање проширује и развија с временом.

## Ауторско право
Упркос својим фолклорним квалитетима, Слендермен није у јавном домену. Неколико профитних подухвата који укључују Слендермен недвосмислено су признали Кнудсена као творца овог измишљеног лика, док су други били цивилно блокирани од дистрибуције (укључујући филм који финансира Kickstarter) након правних жалби Кнудсена и других извора. Иако је сам Кнудсен дао свој лични благослов бројним пројектима у вези са Слендерменом, питање је компликовано чињеницом да, док је он креатор лика, трећа страна има опције за било какве адаптације у друге медије, укључујући филм и телевизија. Идентитет овог носиоца опције није објављен. Сам Кнудсен је тврдио да његово спровођење ауторских права има мање везе са новцем него са уметничким интегритетом: „Само желим да из тога изађе нешто невероватно... нешто што је застрашујуће и узнемирујуће и некако другачије. Не бих волео да нешто изађе и да буде мало конвенционално.“ У мају 2016. медијска права на Слендермена су продата продукцијској компанији Mythology Entertainment, али се компанија раздвојила 2019. остављајући власништво над правима лика у питању.